# Ева Веселинова
Ева Веселинова е българска журналистка, и модел известна с ролята си на репортер до 2018 г. в предаването „Господари на ефира“ по Нова телевизия, както и с участието си в панела от 2018 до 2020 г. на сутрешното шоу „На кафе“, излъчвано в същата медия.

## Биография
Веселинова е завършила специалност „журналистика“ във Факултета по журналистика и масова комуникация на Софийския университет. Притежава бакалавърска степен и по специалност „българска филология“.
Била е директор „Новини“ в телевизия „Евроком“ и редактор в ТВ „Европа“.

## Личен живот
На 9-ти април 2021 г. Веселинова ражда близнаци - Стефания и Борис.